# ウィンダム・ハルスウェル
ウィンダム・ハルスウェル (Wyndham Halswelle、1882年5月30日- 1915年3月31日)は、イギリスの陸上競技選手。1908年ロンドンオリンピックの金メダリストである。

## 経歴
ロンドン出身。母方の祖父がスコットランド人だったため、彼自身もスコットランド人としてのアイデンティティを強く持っていた。彼は陸軍に入隊する前のインデペンデント・スクール時代から優れた陸上選手として知られていたが、彼の素質が認められるようになったのは、第二次ボーア戦争のため南アフリカの連隊に所属していたころからであった。しかし、ハルスウェルは、1904年に英国に帰国するまで本格的に陸上に取り組むことはなかった。
1905年には、スコットランドと英国選手権の440ヤード（402m）を制す。1906年には、アテネオリンピック（非公認）の400mで銀メダル、800mで銅メダルを獲得した。スコットランドに帰国後、スコットランド選手権で100ヤード、220ヤード、440ヤード、880ヤードの4種目を制覇。すべて同じ日の午後に達成すると言う離れ業であった。1907年は足の故障のためよい成績を残すことができなかったが、1908年には300ヤード（274m）で31.2秒の世界新記録を樹立する。
翌年の1908年、ハルスウェルは地元ロンドンでのオリンピックの400mに出場する。7月21日に行われた準決勝を48.4秒のオリンピック新記録で決勝に勝ち上がった。2日後の7月23日に決勝は、彼と3人のアメリカ人による4人で行われることとなった。
決勝のレースは、ウィリアム・ロビンスが先頭、2位にジョン・カーペンター、3番目にハルスウェルという順番で最後のホームストレートに入ってきた。ここで、カーペンターとハルスウェルがロビンスを抜きにかかると、ここで審判から反則の声が上がった。レースは、カーペンターが1位、ロビンスが2位、ハルスウェルが3位でフィニッシュした。しかし、カーペンターがハルスウェルの走路を侵害したとのことでレースは無効の判定が下された。写真判定では、確かにカーペンターはハルスウェルの走路をブロックしていたが、このようなブロックはアメリカのルールでは認められているものであった。しかし、この大会は、イギリスのルールを適用し運営されていたため、カーペンターは失格。カーペンターを除いた3人により、2日後の7月25日に再レースを行うこととなった。しかし、残り2人のアメリカ選手は再レースを拒否。再レースはハルスウェル1人によって行われ、歩いても優勝という中、50.0秒で金メダルを獲得。銀メダル、銅メダルは該当なしという珍事となった。
この騒動が起こった後、次回の1912年ストックホルムオリンピックから400m走においても、セパレートコースで行われることとなり、また、国際陸上競技連盟（IAAF）が設立され、陸上競技におけるルールの統一化が図られることとなった。
こうした事態が起きた背景には、当時の世界帝国であったイギリスと、急速に国力を付けていたアメリカとの対抗意識もあり、他の競技でもトラブルが起きていた。この状況を危惧したペンシルベニア大司教（アメリカ選手団に随行していた）のエセルバート・タルボットが、「オリンピックにおいて重要なのは勝利することよりむしろ参加したことであろう」と説教で語ったのはこのオリンピックのときのことである（説教自体は400m走決勝レースの4日前）。
その後、ハルスウェルは陸上競技をやめ、グラスゴー・レンジャースに入団。再びトラックを走る事はなかった。ハルスウェルは、第一次世界大戦に従軍し、1915年3月31日に、フランスのヌーヴ・シャペルの戦いにおいて狙撃され、戦死した。